# Kurt Ismaïl Hakki Paixà
Kurt İsmail Hakkı Paşa (Kars, 1818 - Istanbul, 23 de febrer de 1897) fou un home d'estat otomà. Va ser general, i governador de Diyarbakır set anys i nou mesos des del 28 de maig de 1868, "deixant enrere inoblidables obres". Després va esdevenir un heroi a la Guerra Russo-Turca de 1877-78.